# Hurricane Venus
Albums de BoA
Identity
(2010) Only one
(2012)
Hurricane Venus est le sixième album coréen de BoA. C'est sa première sortie en Corée en 4 ans depuis le single digital "Key Of Heart" en 2006. Le 24 septembre 2010 sort la version repackage de l'album : Copy & Paste, il contient deux nouvelles chansons, Copy & Paste et I'm OK.

## Liste des titres
| 1.  | Game                                            | Kim Bu-min              | Hitchhiker                                            | Hitchhiker                                  | 3:16 |
| 2.  | Hurricane Venus                                 | BoA, Hong Ji-yu, Kenzie | Erik Lidbom, Anne Judith Wik, Martin Hansen           | Erik Lidbom, Anne Judith Wik, Martin Hansen | 3:10 |
| 3.  | Dangerous                                       | Kim Bu-min              | Thomas Troelsen, Engelina                             | Thomas Troelsen, Engelina                   | 2:52 |
| 4.  | 옆 사람 (Stand By)                              | Kim Dong-ryul           | Kim Dong-ryul                                         | Hwang Seong-je                              | 5:07 |
| 5.  | M.E.P (My Electronic Piano)                     | Kim Jung-bae            | Kenzie                                                | Kenzie                                      | 3:21 |
| 6.  | Let Me                                          | BoA                     | BoA                                                   | Hitchhiker                                  | 3:32 |
| 7.  | 한별 (Implode) (featuring Kim Jong-wan de Nell) | Kim Jong-wan            | Kim Jong-wan                                          | Kim Jong-wan                                | 6:32 |
| 8.  | Adrenaline                                      | Kim Yi-na               | Lindy Robbins, Toby Gad                               | Lindy Robbins, Toby Gad                     | 3:05 |
| 9.  | 하루하루 (Ordinary Day)                         | BoA                     | BoA                                                   | Gakushi                                     | 4:47 |
| 10. | Don't Know What to Say                          | BoA                     | Vincent Paul Degiorgio, Robyn Newman, Matthew Tishler | Kwon Soon-hwon                              | 4:09 |
| 11. | 로망스 (Romance)                                | Ahn Sin-ae              | Hwang Chan-hee                                        | Song Young-ju                               | 5:08 |

| 1.  | Copy & Paste                                    | Kenzie, Kang Ji-won, Kim Bu-min | Jens Gad, Lamenga Kafi, Erik Lewander                                                               | Jens Gad, Lamenga Kafi, Erik Lewander                                                               | 3:43 |
| 2.  | Hurricane Venus                                 | BoA, Hong Ji-yu, Kenzie         | Erik Lidbom, Anne Judith Wik, Martin Hansen                                                         | Erik Lidbom, Anne Judith Wik, Martin Hansen                                                         | 3:10 |
| 3.  | Dangerous                                       | Kim Bu-min                      | Thomas Troelsen, Engelina                                                                           | Thomas Troelsen, Engelina                                                                           | 2:54 |
| 4.  | I'm OK (보고 싶더라)                            | Wheesung                        | Ronny Svendsen, Nermin Harambasic, Robin Jenssen, Anne Judith Wik, Boyowa Olugbo, Qabaniso Malewesi | Ronny Svendsen, Nermin Harambasic, Robin Jenssen, Anne Judith Wik, Boyowa Olugbo, Qabaniso Malewesi | 3:35 |
| 5.  | Game                                            | Kim Bu-min                      | Hitchhiker                                                                                          | Hitchhiker                                                                                          | 3:16 |
| 6.  | 옆 사람 (Stand By)                              | Kim Dong-ryul                   | Kim Dong-ryul                                                                                       | Hwang Seong-je                                                                                      | 5:07 |
| 7.  | M.E.P (My Electronic Piano)                     | Kim Jung-bae                    | Kenzie                                                                                              | Kenzie                                                                                              | 3:21 |
| 8.  | Let Me                                          | BoA                             | BoA                                                                                                 | Hitchhiker                                                                                          | 3:32 |
| 9.  | 한별 (Implode) (featuring Kim Jong-wan de Nell) | Kim Jong-wan                    | Kim Jong-wan                                                                                        | Kim Jong-wan                                                                                        | 6:32 |
| 10. | Adrenaline                                      | Kim Yi-na                       | Lindy Robbins, Toby Gad                                                                             | Lindy Robbins, Toby Gad                                                                             | 3:05 |
| 11. | 하루하루 (Ordinary Day)                         | BoA                             | BoA                                                                                                 | Gakushi                                                                                             | 4:47 |
| 12. | Don't Know What to Say                          | BoA                             | Vincent Paul Degiorgio, Robyn Newman, Matthew Tishler                                               | Kwon Soon-hwon                                                                                      | 4:09 |
| 13. | 로망스 (Romance)                                | Ahn Sin-ae                      | Hwang Chan-hee                                                                                      | Song Young-ju                                                                                       | 5:08 |